# Кукойнваара
Ку́койнваара (карел. Kukoinvuaru) — деревня в составе Ведлозерского сельского поселения Пряжинского национального района Республики Карелия.

## Общие сведения
Расположена на берегу лесного озера Валгейлампи.

## История
10 мая 1934 года постановлением Карельского ЦИКа была закрыта часовня.

## Население
| 2002 | 2010 | 2013 |
| ---- | ---- | ---- |
| 2    | ↘0   | →0   |